# Collimazione
In ottica si definisce collimazione il processo di calibrazione di uno strumento ottico al fine di ottenere la miglior qualità possibile dell'immagine. 

## Astronomia
La collimazione è il processo di allineamento di tutti i componenti di un telescopio;  gli assi ottici di ciascun componente devono essere centrati e paralleli, in modo che la luce collimata emerga dall'oculare. La maggior parte dei telescopi riflettori per uso amatoriale deve essere collimata nuovamente a intervalli di pochi anni per mantenere un'efficienza ottimale.
La collimazione può essere di tipo ottica o meccanica. La collimazione ottica allinea le superfici ottiche di un telescopio per trasferire l'immagine sorgente correttamente orientata sul piano focale. La collimazione meccanica è necessaria quando i componenti fisici dell'oscilloscopio non si allineano correttamente: un focheggiatore non è ortogonale rispetto al tubo, uno specchio non è centrato nel tubo o uno specchio secondario è disallineato. 
La collimazione può essere effettuata semplicemente a vista, guardando nel corpo del telescopio e assicurandosi che tutti i componenti siano allineati, oppure utilizzando un collimatore, o autocollimatore laser. La collimazione può essere testata usando un interferometro.

## Fisica delle particelle
Nell'ambito della fisica delle particelle, si parla di collimazione di un fascio di particelle per definire il processo con cui vengono selezionate nel fascio iniziale solo le particelle che viaggiano in una certa direzione con basse velocità trasverse in modo che il fascio risultante non si disperda nel piano perpendicolare alla direzione prescelta